# Forêt au Portugal

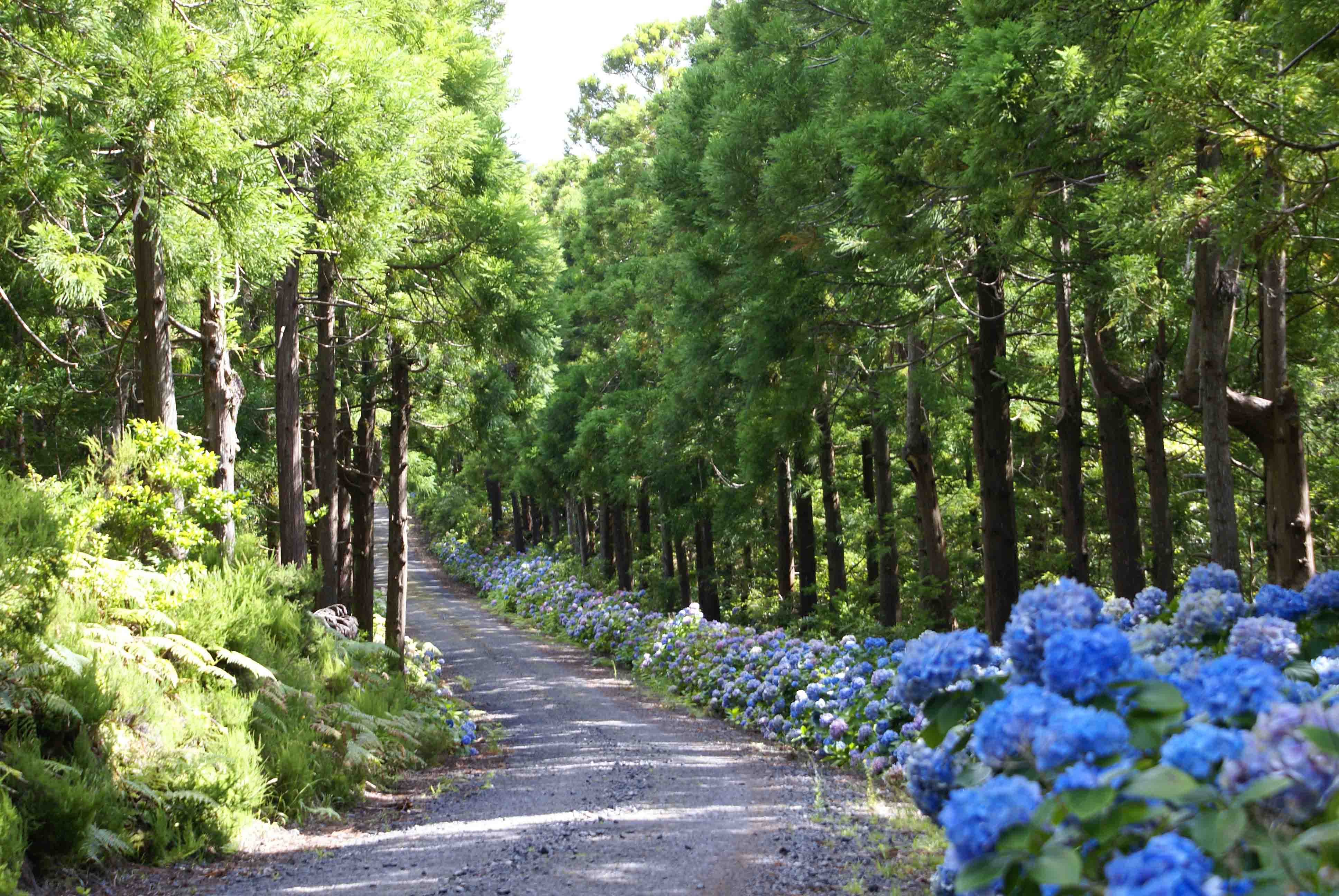
Forêt aux Açores.

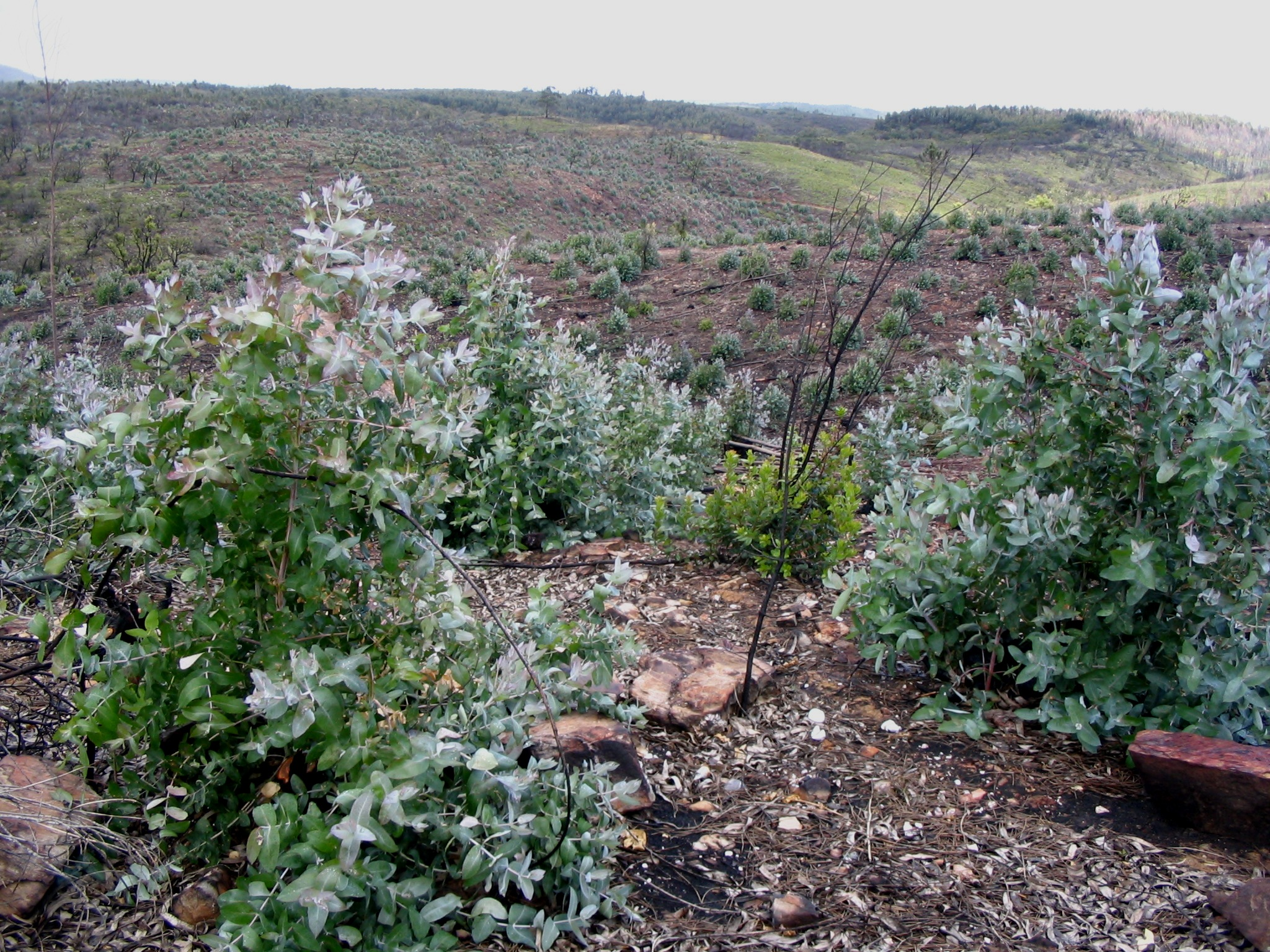
Foret d'eucalyptus dans la Serra do Espinhaço de Cao, Algarve, trois ans après un incendie : toute biodiversité a disparu.

La forêt portugaise est un écosystème très ancien, initialement composée d'arbres à feuilles caduques dans le nord du pays et d'arbres à feuilles pérennes au sud du pays. 
En 2015, le secteur forestier portugais occupe environ 3,3 millions d'hectares. 
Le Portugal possède un des plus grands secteurs forestiers d'Europe (35,8 %). Environ 85 % des forêts portugaises sont dans des propriétés privées, et seulement 3 % appartiennent à l'État portugais, les 12 % restants appartiennent à des collectivités locales.
Depuis 2005, les forêts portugaises sont menacées par de terribles incendies de forêts, en particulier les plantations d'eucalyptus.

## Distribution des espèces

Répartition des Quercus spp. au Portugal
chêne pédonculé (Q. robur)
chêne tauzin (Q. pyrenaica)
chêne du Portugal (Q. faginea)
chêne-liège (Q. suber)
chêne vert (Q. ilex)

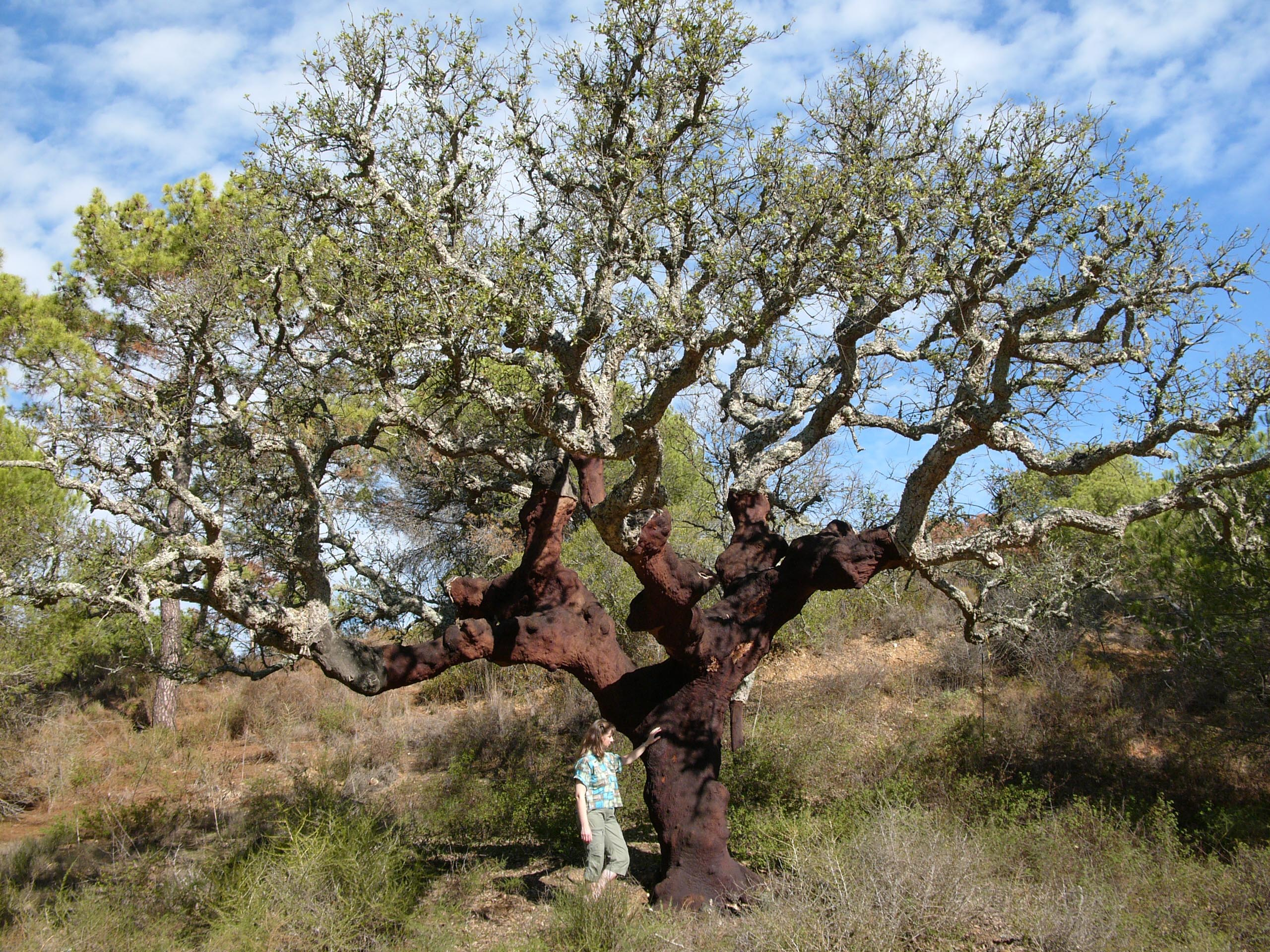
Chêne-liège en Algarve.

La distribution géographique des chênes se répartit sur l'ensemble du territoire national :
- Le chêne pédonculé (Quercus robur) au nord-est, le long du littoral Minho-Leiria, où la température est douce et l'humidité élevée ;
- Le chêne tauzin (Quercus pyrenaica), conjointement avec le châtaignier (Castanea sativa) dans la Beira intérieure et le Trás-os-Montes.
- Le chêne du Portugal (Quercus faginea) est dominant dans le littoral central, et a généralement la même distribution que l'espèce arbustive Quercus lusitanica qui est considérée comme une espèce distincte, le chêne à cochenilles (Quercus coccifera) apparaît plus fréquemment dans les zones montagneuses calcaires.
- Le chêne-liège (Quercus suber) est une espèce dominante du littoral sud.
- Le chêne vert (Quercus ilex) est plus fréquent à l'intérieur du pays.
- Le chêne des Canaries (Quercus canariensis) n'existe que dans la Serra de Monchique.

En Algarve domine le caroubier. Quant au Pin parasol, il est très présent dans la péninsule de Setúbal. Les espèces ripicoles telles que les saules, les peupliers, les aulnes, les ormes, les platanes, les cendres[Quoi ?] et pin maritime se rencontrent au nord du Tage, et plus rarement au sud (par petits groupes) ou en subdivisions à l'intérieur du pays. L'eucalyptus se rencontre dans les zones proches du pin maritime.

Certaines espèces forestières sont encore en danger d'extinction : l'if (Taxus baccata), le laurier du Portugal (Prunus lusitanica) et houx (Ilex aquifolium).